# Стольно (Куявсько-Поморське воєводство)
Стольно (пол. Stolno, нім. Stollno) — село в Польщі, у гміні Стольно Хелмінського повіту Куявсько-Поморського воєводства.
Населення — 687 осіб (2011).
У 1975-1998 роках село належало до Торунського воєводства.

## Демографія
Демографічна структура станом на 31 березня 2011 року:
|          | Загалом | Допрацездатний вік | Працездатний вік | Постпрацездатний вік |
| -------- | ------- | ------------------ | ---------------- | -------------------- |
| Чоловіки | 344     | 82                 | 239              | 23                   |
| Жінки    | 343     | 81                 | 210              | 52                   |
| Разом    | 687     | 163                | 449              | 75                   |